# Pete Davidson
Peter Michael Davidson, född 16 november 1993 på Staten Island i New York, är en amerikansk skådespelare, komiker, manusförfattare och producent.

## Biografi
Pete Davidsons far var brandman och omkom i 11 september-attackerna i New York 2001. Vid 16 års ålder började han med ståuppkomik. Mellan 2014 och 2022 var han medlem i ensemblen för sketchprogrammet Saturday Night Live. Med sina 20 år blev Davidson en av de yngsta medlemmarna i programmets historia när han började.
År 2020 spelade Davidson huvudrollen i den delvis självbiografiska långfilmen The King of Staten Island som han även var med och skrev manus till. Filmen är regisserad av Judd Apatow och Davidson spelar mot bland andra Marisa Tomei, Bill Burr, Bel Powley, Maude Apatow och Steve Buscemi. Filmen skildrar bland annat hur faderns död kommit att påverka hans liv.
År 2023 hade Davidsons dramakomediserie Bupkis premiär på Sky Showtime. Serien kretsar kring en fiktiv variant av Davidson själv, och i övriga roller finns bland andra Edie Falco i rollen som hans mor och Joe Pesci som hans morfar.

### Privatliv
Davidson har pratat öppet om att han lider av Crohns sjukdom, haft problem med missbruk och har diagnostiserats med borderline. I oktober 2016 berättade han i radioprogrammet The Breakfast Club att han hade självmordstankar när han var yngre och att rapparen Kid Cudis musik räddade hans liv.
Från juni till oktober 2018 var Pete Davidson förlovad med artisten Ariana Grande. Förhållandet fick stor medieuppmärksamhet. Davidson har i hög grad blivit övervakad av paparazzis som följt hans stundtals stormiga kärleksliv.

## Filmografi (i urval)

### Filmer
| - 2014 – School Dance - 2015 – Trainwreck - 2018 – Set It Up - 2019 – What Men Want - 2019 – Big Time Adolescence - 2019 – The Dirt - 2019 – The Angry Birds Movie 2 - 2019 – The Jesus Rolls - 2020 – The King of Staten Island - 2021 – The Suicide Squad | - 2022 – Jag vill ha dig tillbaka - 2022 – Bodies Bodies Bodies - 2022 – Marmaduke - 2022 – Good Mourning - 2022 – Meet Cute - 2023 – Guardians of the Galaxy Vol. 3 - 2023 – Fast X - 2023 – Transformers: Rise of the Beasts - 2023 – Dumb Money - 2024 – The Home - 2025 – Hundmannen - 2025 – The Pickup |

### TV-serier
- 2013 – Brooklyn Nine-Nine (TV-serie)
- 2014–2022 – Saturday Night Live (TV-serie) (även 2023, som programledare)
- 2020–2022 – The Rookie (TV-serie)
- 2020–nutid – The Freak Brothers (TV-serie)
- 2022 – The Kids in the Hall (TV-serie)
- 2022 – The Kardashians (TV-serie)
- 2023 – American Dad! (TV-serie)
- 2023 – Bupkis (TV-serie)